# Saint-Christophe-en-Brionnais
Saint-Christophe-en-Brionnais – miejscowość i gmina we Francji, w regionie Burgundia-Franche-Comté, w departamencie Saona i Loara.
Według danych na rok 1990 gminę zamieszkiwało 547 osób, a gęstość zaludnienia wynosiła 36 osób/km² (wśród 2044 gmin Burgundii Saint-Christophe-en-Brionnais plasuje się na 424. miejscu pod względem liczby ludności, natomiast pod względem powierzchni na miejscu 635.).